# Жаба (река)
Жа́ба — река в Глазовском районе Удмуртии, Россия, левый приток Чепцы. Устье реки находится в 262 км по левому берегу реки Черца. Длина реки составляет 20 км, площадь бассейна — 64 км².
Река начинается на северо-западе от деревни Балы, на северных склонах горы Кибьявыр (242 м НУМ, Верхнекамская возвышенность) около точки, где сходятся Глазовский, Ярский и Юкаменский районы. Течёт на северо-восток и север. Впадает в Чепцу напротив села Гордъяр. В нижнем течении протекает через Дзякинское болото, разделяя его на 2 урочища — Торфяное Болото и Жабинское. Имеет несколько мелких притоков.
На реке стоит деревня Карасево, где через реку построены автомобильный и железнодорожный мосты.

## Данные водного реестра
По данным государственного водного реестра России относится к Камскому бассейновому округу, водохозяйственный участок реки — Чепца от истока до устья, речной подбассейн реки Вятка. Речной бассейн реки — Кама.
Код объекта в государственном водном реестре — 10010300112111100033285.